# Maestro d'arte

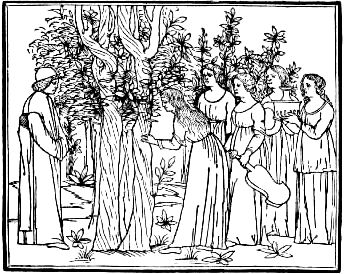
Figura riportata sul diploma di Maestro d'arte rilasciato dal Ministero dell'Istruzione, dell'Università e della Ricerca d'Italia, raffigurante Polifilo con le cinque ninfe Aphea, Osfressia, Orassia, Achoe, Geussia.

Maestro d'arte, anche abbreviato in M°, è il titolo magistrale dato alla persona che, in seguito allo specifico conseguimento della licenza artistica, è abilitata all’esercizio professionale di arti e al relativo insegnamento.
Viene definito maestro d'arte chi conosce pienamente un’arte applicata all’industria, all’artigianato e al consumo, così da possederla integralmente per poterla anche insegnare agli altri.
Le arti applicate si distinguono dalle belle arti, che mirano a fornire esclusivamente stimoli estetici, proprio per le applicazioni funzionali dell'arte.
Il  diploma di formazione in maestro d'arte, chiamato licenza, è una abilitazione professionale avente valore legale in Italia, rilasciato dal Ministero dell'Istruzione, dell'Università e della Ricerca, per il tramite di un istituto d'arte, che attesta il superamento dell'esame di Stato, con l'indicazione dello specifico settore artistico seguito dallo studente in una delle seguenti "sezioni" della scuola artistica:
- arte della fotografia;
- arte della grafica pubblicitaria e fotografia;
- arte pubblicitaria;
- arti grafiche;
- arte della stampa;
- arte della ceramica;
- arte delle pietre dure;
- arte del legno;
- arte dei metalli;
- arte dei metalli e dell'oreficeria;
- arte del vetro;
- arte della porcellana;
- arte del corallo;
- arte del tessuto;
- arte del merletto e ricamo;
- arte del mosaico;
- arte dell'arredamento;
- arte del mobile;
- disegnatori di architetture e arredamento;
- disegnatori d'architettura;
- rilegatoria e restauro del libro;
- tecnologia ceramica;
- moda e costume;
- oreficeria;
- decorazione pittorica;
- decorazione plastica;
- scenotecnica;
- fotografia artistica;
- disegno animato.

Le peculiarità dei settori artistici eterogenei del maestro d'arte risiedono nella vicenda costitutiva degli istituti di formazione artistica che, nati ufficialmente nel 1923 a livello regionale, come scuole d'arte (primo grado di istruzione artistica), scuole artistico-industriali (secondo grado di istruzione artistica) e istituti d'arte (terzo grado di istruzione artistica), avevano un’offerta formativa fortemente influenzata dal rapporto territoriale tra arte e mestiere.
In Italia l'Ordinamento della formazione artistica, collocato sotto la speciale Direzione Generale per l’Istruzione Artistica del Ministero dell'istruzione, dell'università e della ricerca, costituiva un unico sistema integrato di promozione dell’arte e dell’istruzione artistica, che si estendeva nell’ambito delle arti visive, musicali, coreutiche e recitative.
Il diploma di maestro d'arte abilita all'esercizio dell'attività professionale di formatore, educatore e insegnante d’arte nei servizi di formazione, educazione e istruzione (a tal riguardo la licenza consente l'accesso alle carriere del personale tecnico, educativo, formativo e direttivo di istituti formativi e scolastici), come pure, in regime autonomo o imprenditoriale, di artiere, artista o capo d’arte di laboratori, officine, gabinetti e studi tecnico-professionali.
Nel lavoro, il maestro d'arte è chi opera nelle diverse arti applicate volte alla realizzazione di opere industriali, ivi compreso l'artigianato artistico, e che, a capo di un laboratorio, trasmette il suo insegnamento agli apprendisti; nell'ambito di tale relazione educativa di apprendistato professionale, il Codice Civile Italiano attribuisce specificamente ai maestri d'arte, così come a tutti coloro che insegnano, la responsabilità del danno cagionato a persone o beni dagli apprendisti, limitatamente al tempo in cui sono sotto la loro vigilanza.
In particolare, nelle attività economiche professionali dell'artigianato artistico, la figura professionale del maestro d'arte costituisce un ponte ideale fra la formazione professionale e il mondo del lavoro, infatti il professionista, nell'ambito della formazione nelle arti presso gli istituti d'arte, acquisisce capacità trasversali derivanti dalla sperimentazione della peculiare metodologia educativa tipica della cosiddetta scuola-bottega, che è stata poi ben definita come didattica dell'apprendistato cognitivo ("cognitive apprenticeship", con riguardo allo "scaffolding-fading"): il discente consegue conoscenze, competenze e abilità nei laboratori d'arte, attraverso un'esperienza tecnico-pratico-artistica sostenuta dal docente esperto d'arte fino al raggiungimento della completa autonomia nel lavoro.
In questo contesto professionale, è utile anche richiamare la figura del maestro artigiano: colui che, anche in assenza del titolo di formazione per maestro d'arte, ha maturato una elevata esperienza professionale che gli consente la trasmissione del mestiere di artigiano. Il maestro artigiano come il maestro d'arte è idoneo all'esercizio della professione di formatore nel sistema di formazione professionale e di formazione-lavoro delle regioni italiane.
Gli istituti d'arte, avendo per fine precipuo quello di formare alle arti applicate all’industria, all’artigianato e al consumo nonché all’addestramento di apprendisti nelle produzioni artistiche, si concludono con il conseguimento della licenza di Stato per l‘abilitazione professionale magistrale. 
Al termine degli specifici corsi di studio viene previsto anche l’accesso diretto ad eventuali percorsi per il perfezionamento artistico o nelle belle arti.